# Луис Харолд Грей
Луис Харолд Грей (10 ноември 1905 г. – 9 юли 1965 г.) е английски физик, работил основно върху въздействието на радиацията върху биологични обекти и е един от пионерите на радиобиологията. Между неговите приноси е и дефинирането на единицата за доза на радиация грей, възприета в системата SI и носеща името му в негова чест.

## Кариера
- 1933 – Болничен физик към болницата Маунт Върнън, Лондон
- 1936 – Извежда уравнението Браг – Грей и на неговата основа метод за измерването на погълната енергия от гама лъчи в материалите.
- 1937 – Изгражда ранен образец на неутронен генератор в същата болница
- 1938 – Изследва биологичното въздействие на неутроните, използвайки генератора.
- 1940 – Достига до понятието „относителна биологична ефективност“ (RBE) за дозите
- 1952 – Инициира клетъчни изследвания в областта на туморната хипоксия и хипербаричната кислородна терапия.
- 1953 – Основава лабораторията Грей към болницата Маунт Върнън
- 1953 – 1960 – Под ръководството на Грей Джак Боуг развива импулсната радиолиза.
- 1962 – Ед Харт от Аргонската националната лаборатория и Джак Боуг откриват хидратираните електрони, използвайки импулсната радиолиза в лабораторията Грей. Това откритие отваря ново направление за изследвания, твърде активни и в наши дни и са особено важни за разбирането на въздействието на радиацията върху биологичните тъкани, например радиационната терапия на ракови заболявания.